# Жекичіньонья (річка)
Жекичіньонья (порт. Rio Jequitinhonha) — річка в Південній Америці, у східній частині Бразилії протікає у штатах Мінас-Жерайс та Баїя. Впадає в Атлантичний океан і належить до його водного басейну.

## Географія

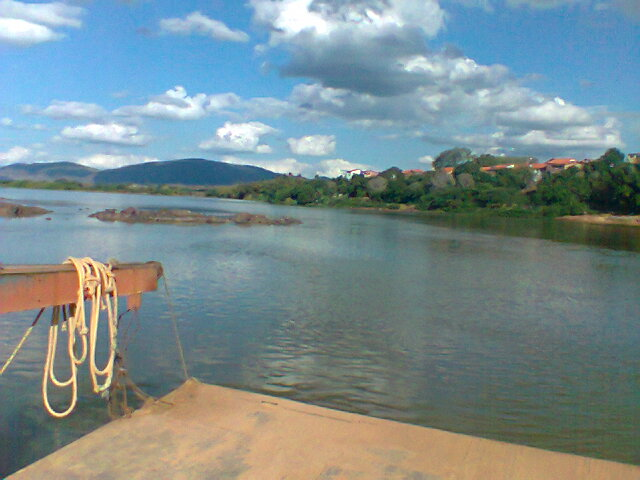
Річка Жекичіньонья поблизу
міста Жасінту

Річка починає свій витік в горах Серра-ду-Еспіньясу (Бразильське нагір'я) в штаті Мінас-Жерайс, на висоті 1220 м над рівнем моря, за 10 км на захід від міста Серру.
Жекичіньонья у верхів'ї тече в північному, середній течії — у північно-східному, в нижній течії — в східному напрямках. Течія річки переривається численними порогами та водоспадами (найбільший із них водоспад Салту-Гранді (43 м), поблизу міста Салту-да-Дівіза. В гирлі утворює невелику дельту. Річка має довжину 1 090 км. Площа водного басейну становить 70 315 км².

## Гідрологія
Спостереження за водним режимом річки Жекичіньоньї проводилось протягом 36 років (1936—1978) на станції в місті Жасінту, розташованій за 184 км від гирла, впадіння її в океан. Середньорічна витрата води яка спостерігалася тут за цей період — 409 м³/с, для водного басейну 62 365 км², що становить близько 89% від загальної площі басейну річки. За період спостереження встановлено, що повінь у листопаді — березні, максимальна — у грудні-січні, з поступовим спадом інтенсивності до травня місяця. Живлення річки — переважно дощове. Мінімальний середньомісячний стік за весь період спостереження становив 38 м³/с (у вересні-жовтні), що становить менше 1,3% максимального середньомісячного стоку, який відбувається у грудні, та становить — 2 896 м³/с і вказує на доволі високу амплітуду сезонних коливань.

## Притоки
Притоки (від витоку до гирла): Сан-Франциско (ліва), Арасуаї (права, 319 км), Салінас (права), Рібейран-Вакарія (ліва).

## Населенні пункти
На річці розташовані населенні пункти (найбільші із них, від витоку до гирла): Терра-Бранса, Коронел-Мурта,  Ітинга, Ітаобін, Жекичіньонья, Алменара, Жасінту, Салту-да-Дівіза, Бельмонті.